# Fallon Sherrock
Fallon Sherrock (née le 1er juillet 1994 à Milton Keynes) est une joueuse de fléchettes professionnelle anglaise. Elle connaît un grand nombre de succès dans sa carrière, et atteint la finale du Championnat du monde BDO 2015 (la BDO est la British Darts Organisation), où elle se classe deuxième. En 2019, elle devient la première femme à remporter un match contre un homme au Championnat du monde PDC (la PDC est la Professional Darts Corporation, née d'une scission de la BDO), dans une compétition commune aux deux sexes.

## Carrière
Elle remporte en 2012 le Girls World Masters au Jersey Open, avant de remporter la Women's British Classic en 2013. Elle participe pour la première fois au Championnat du monde BDO en janvier 2014, où elle atteint les quarts de finale. Elle bat Rilana Erades au premier tour par 2 manches à 0, et n'est qu'à une fléchette de battre la championne en titre Anastasia Dobromyslova en quarts de finale avant de s'incliner 2-1 en sets. L'année suivante, elle améliore son parcours en atteignant la finale du Championnat du monde féminin BDO 2015 après avoir battu Anastasia Dobromyslova 2-1 en demi-finale à Lakeside. Sherrock perd 3-1 contre Lisa Ashton (en) en finale,.
Le 17 décembre 2019, Sherrock devient la première femme à battre un homme au Championnat du monde PDC en dominant Ted Evetts 3-2 au premier tour de ce Championnat du monde 2020,. Elle réitère cette performance 3 jours plus tard en éliminant le numéro 11 mondial Mensur Suljovic sur le score de 3 sets à 1.
En septembre 2021, elle prend part au Nordic Darts Masters (en). Elle devient la première femme à atteindre la finale d'un tournoi télévisé de la PDC, grâce à sa victoire en demi-finale face au numéro cinq mondial, Dimitri Van den Bergh (en), sur le score de 11-10, après avoir été menée 7-1. Elle s'incline en finale face au Néerlandais Michael van Gerwen sur le score de 11-7.